# Kantoor Binnenvaart
Kantoor Binnenvaart was een Nederlandse brancheorganisatie voor de binnenvaart. De Binnenvaart Branche Unie (BBU) is haar opvolger.
Kantoor Binnenvaart is in [1998] als uitvoeringsorganisatie van een aantal schippersbonden opgericht. In de branchevereniging werkten de volgende organisaties samen:
- Christelijke Bond van Ondernemers in de Binnenvaart (Nederland)
- Onafhankelijke Nederlandse Schippersvakbond (Nederland)
- Nederlandse RK Bond van Reders en Schippers St. Nicolaas (Nederland)
- Vereniging van duw- en sleepbooteigenaren Rijn en IJssel (Nederland)
- Vereniging Belgische Reders der Binnen- en Rijnvaart (België)
- Bond van Eigenschippers (België)
- Algemene Maatschappij voor Varenden (Nederland)
- Katholiek Sociaal en Cultureel Centrum voor Rijn- en Binnenvaart (Nederland)
- Nederlandse Particuliere Rijnvaart Centrale (Nederland)
- Landelijk Oudercontact van Trekkende Beroepsbevolking (Nederland)
- Vereniging van Eigenaren en Exploitanten van Overzetveren in Nederland (VEEON)

Kantoor Binnenvaart was sinds 1998 de spreekbuis van de particuliere binnenvaart. 80% van de binnenvaart bestaat uit zelfstandige ondernemers die veelal in gezinsverband hun schepen bemannen en exploiteren. In 1998 besloten een aantal traditionele schippersbonden hun samenwerking te intensiveren en te trachten eenduidig naar buiten te treden.
De binnenvaart was in dat jaar geliberaliseerd, de schippersbeurs was afgeschaft en daarmee was de angel die ten grondslag lag aan vele jaren onderlinge strijd uit de sector.
In 2011 is Kantoor Binnenvaart een samenwerkingsverband aangegaan met de VEEON.
Om de branchevertegenwoordiging van de binnenvaart op te lijnen, is op 28 december 2011 in afzonderlijke ledenvergaderingen van CBOB, RKSB en ONS besloten tot oprichting van een federatieve ondernemersvereniging. Dit werd de opvolger van Kantoor Binnenvaart en ging de Binnenvaart Branche Unie (BBU) heetten.
Kantoor Binnenvaart brengt maandelijks het Magazine Binnenvaart uit. Het kantoor is gevestigd aan Het Vasteland in Rotterdam.
Eerste voorzitter van Kantoor Binnenvaart was Maria van der Hoeven van 1998 tot januari 2000.
Zij werd opgevolgd door Theo Peters van 2000 tot januari 2005.
Hierna volgden Hubert Bruls van 2005 tot januari 2008 en Hans Megens van 2008 tot januari 2011.
Huidige voorzitter (vanaf januari 2011) is Ir. Roland Kortenhorst.
Huidig directeur is Erik van Toor.